# 砂上の楼閣
砂上の楼閣（さじょうのろうかく）は、物事の状態を表す慣用句。

## 意味
原義としては、砂の上に建てられた高層の立派な建物を意味する。ここから派生し、二種類の比喩用法が生まれた。
一つ目の用法は、砂の上に立てられた建物は容易に倒壊してしまうことから「見掛けは立派であるが基礎がしっかりしていないため、長期間維持できないこと」を例える。
もう一つ派生用法は、砂の上に楼閣を建てるというのは不可能であることから「実現することが不可能であったり、現実味の無いようなもの」を例える。理論上はできるが、到底実現することは不可能なような計画のことにも例えられる。この用法の場合、類似の言葉として「机上の空論」がある。

## 由来
「砂上の楼閣」は、新約聖書のマタイによる福音書に由来する言葉である。イエス・キリストは、自らの教えに耳を傾けない人は、砂の上に自分の家を建てた愚かな人のようなものであるとした。そのような人の家は雨が降り、洪水が押し寄せ、風が吹いて打ち付けると倒れてしまうと、そのもろさを語る。このことから砂上の楼閣という言葉が生まれた。コリントの信徒への手紙一では、既に据えられている土台以外のものを据えることは誰にもできず、この土台とはイエス・キリストであるとされている。

## 使用例
株価での例え話
ジョン・メイナード・ケインズは、株価とは大衆によって作り上げられた砂上の楼閣であるとする。優れた投資家とは、どのような状況が大衆による砂上の楼閣を引き起こすのかを探り当てて、一般の投資家が気付く前に投資するとしている。
音楽
以下のミュージシャンやバンド、アニメーション内使用曲には『砂上の楼閣』というタイトルの作品がある。
- 砂上の楼閣/Castle In Air - 日本のロックバンドであるNegasphereのアルバム作品[6]。
- 砂上の楼閣 - 日本のロックバンドであるDaizyStripperのアルバム『SIREN』に収録されている楽曲[7]。
- 砂上ノ楼閣 - スマートフォンゲーム『あんさんぶるスターズ!』のメディアミックスによる同名アニメ作品での挿入曲[8]。